# Martín Ramos
Martín Ramos (Buenos Aires, 26 de agosto de 1991) es un jugador argentino de voleibol que se desempeña en club Voleibol Guaguas de España. Además, forma parte de la Selección nacional.
A nivel clubes, con UPCN Vóley Club fue seis veces campeón de la Liga Argentina y cuatro de la Copa Argentina. Además, obtuvo dos Campeonatos Sudamericanos. 
Con la Selección nacional obtuvo la medalla de bronce en los Juegos Olímpicos de Tokio 2020, un diploma olímpico en los Juegos Olímpicos de Río de Janeiro 2016 y la medalla de oro en los Juegos Panamericanos de 2015.

## Carrera deportiva
Martín Ramos se formó como jugador de vóley en el Club Atlético Vélez Sarsfield, donde, a los 19 años, integró el equipo que se consagró campeón del Abierto Metropolitano Sub-21 en 2010.
Ese mismo año de 2010 fue contratado por el club UPCN Vóley de San Juan, que por entonces había ascendido recientemente a la máxima categoría. Ya con la presencia de Ramos UPCN se convirtió en el equipo más exitoso de Argentina, llegando a todas las finales de la década y ganando siete de las nueve. En ese período también obtuvo dos terceros puestos en el Mundial de Clubes (2014 y 2015) y salió dos veces campeón sudamericano (2013 y 2015).
En 2015 integró la Selección que obtuvo la medalla de oro en los Juegos Panamericanos de Toronto. En 2020 fue contratado por el club Narbonne Volley de Francia. 
En 2021 formó parte de la Selección nacional que ganó la medalla de bronce en los Juegos Olímpicos de Tokio 2020.

## Clubes
| Club             | País                 | Año           |
| ---------------- | -------------------- | ------------- |
| Vélez Sarsfield  | Bandera de Argentina | 2010-2011     |
| UPCN Vóley       | Bandera de Argentina | 2011-2022     |
| Narbonne Volley  | Bandera de Francia   | 2020-2022     |
| Voleibol Guaguas | Bandera de España    | 2022-presente |

## Palmarés

### Clubes
- Campeonato Sudamericano de Clubes CSV
  -  Chile 2012 - con UPCN Vóley Club
  -  Brasil 2013 - con UPCN Vóley Club
  -  Brasil 2014 - con UPCN Vóley Club
  -  Argentina 2015 - con UPCN Vóley Club
  -  Brasil 2019 - con UPCN Vóley Club
  -  Brasil 2020 - con UPCN Vóley Club

- Campeonatos nacionales

- - 2011/2012  Campeonato Argentino, con UPCN Vóley Club
  - 2012/2013  Copa Argentina, con UPCN Vóley Club
  - 2012/2013  Campeonato Argentino, con UPCN Vóley Club
  - 2013/2014  Copa Argentina, con UPCN Vóley Club
  - 2013/2014  Campeonato Argentino, con UPCN Vóley Club
  - 2014/2015  Campeonato Argentino, con UPCN Vóley Club
  - 2015/2016  Copa Argentina, con UPCN Vóley Club
  - 2015/2016  Campeonato Argentino, con UPCN Vóley Club
  - 2017/2018  Campeonato Argentino, con UPCN Vóley Club
  - 2019/2020  Copa Argentina, con UPCN Vóley Club

### Selección juvenil
- 2011:  Campeonato Mundial FIVB U21

### Selección mayor
- 2015:  Juegos Panamericanos de 2015

- 2021:  Juegos Olímpicos de Tokio 2020

### Premios individuales
- 2014: Campeonato Sudamericano de Clubes CSV - Mejor central
- 2015: Campeonato Sudamericano de Clubes CSV - Mejor bloqueador medio
- 2017: Copa Panamericana - Jugador más valioso